# Burrawang
Burrawang est un village australien situé au sud-ouest de Wollongong, dans le comté de Wingecarribee en Nouvelle-Galles du Sud.
En 2016, la population s'élevait à 361 habitants.